# Camillo Ruggera
Camillo Luigi Maria Ruggera, o Kamillo Ruggera (Predazzo, 27 agosto 1885 – Hof, 29 gennaio 1947), fu un militare austroungarico e, successivamente, austriaco e tedesco di etnia italiana.
Fece parte della delegazione imperiale che contrattò l'armistizio di Villa Giusti e, dopo l'Anschluss del 1938, seguì le sorti della Germania; nella Luftwaffe raggiunse il grado di generale d'artiglieria contraerea.

## Biografia
Camillo Luigi Maria Ruggera nacque il 27 agosto 1885 a Predazzo, nell'allora contea del Tirolo nell'impero austro-ungarico.
Era figlio di Giovanni, nativo di Zara e sottufficiale della Gendarmeria e di Maria Prunner, trentina di Segonzano.

### Carriera militare austro-ungarica
Destinato alla carriera militare, entrò nell'imperiale e regio esercito e si iscrisse alla scuola per aspiranti ufficiali di Vienna, dalla quale uscì con il grado di alfiere il 18 agosto 1904 con destinazione la divisione "Adige" dei cacciatori imperiali.
Da lì ebbe inizio la sua carriera che lo vide sottotenente (1º novembre 1905), tenente (1º novembre 1911) e capitano (1º gennaio 1915), grado col quale partecipò alla prima guerra mondiale distinguendosi sul Piave.
Nella grande guerra fu membro della missione austriaca presso gli alleati dell'impero ottomano ove ricevette la Stella di Gallipoli, una tra le più alte onorificenze turche; successivamente partecipò alle operazioni sul fronte italiano venendo gravemente ferito nel corso dei combattimento sull'Isonzo, a seguito di cui fu convalescente per più di un anno.
Da aprile 1917, come capitano di Stato Maggiore, entrò nel comando supremo dell'Esercito, in seno al quale svolse un intenso lavoro in preparazione della dodicesima battaglia dell'Isonzo, che portò all'offensiva su Caporetto dell'ottobre successivo.
Fu poi tra gli ideatori del piano di attacco sul Piave nel giugno 1918, passato alla storia come Battaglia del solstizio.
A seguito dei rovinosi esiti per l'esercito austro-ungarico della battaglia di Vittorio Veneto, il 29 ottobre 1918 Ruggera, anche grazie alla propria conoscenza della lingua italiana, fu designato capo della delegazione imperiale che passò le linee italiane a Serravalle d'Adige per consegnare la richiesta di armistizio per conto del suo governo; il 3 novembre successivo fece parte della commissione che firmò l'armistizio di Villa Giusti che sancì la fine della guerra e, sostanzialmente, anche dell'impero austroungarico nonché l'assegnazione definitiva all'Italia dei territori della Venezia Giulia e dell'attuale Trentino-Alto Adige.

### Carriera militare austriaca e tedesca
Dopo la fine delle ostilità rifiutò la cittadinanza italiana e rimase in Austria, nel cui esercito fu nominato maggiore il 1º gennaio 1920.
Esattamente un anno più tardi divenne tenente colonnello, grado in cui rimase 7 anni, durante i quali si occupò di missioni diplomatiche, in particolare in Italia e in Svizzera.
Nel 1928 divenne colonnello.
Il 28 febbraio 1934, a 49 anni, fu posto in congedo dall'esercito austriaco per la sua adesione al partito nazionalsocialista austriaco (NSDAP). Tra il 1934 e il 1938 fu attivo nelle 
SA. Dopo l'Anschluss chiese il reintegro in servizio che gli fu accordato; il 1º aprile 1938 fu promosso maggior generale dell'esercito tedesco e il 1º giugno successivo fu assegnato allo Stato Maggiore della Luftwaffe.
Il 30 settembre 1939 fu nominato comandante della II regione aerea di Posen e come tale il 1º novembre di quell'anno promosso tenente generale.
Il 1º dicembre 1940 fu promosso generale di artiglieria contraerea.
L'ultimo incarico che ricoprì in servizio fu quello di comandante del distretto militare di Düsseldorf poi, il 30 novembre 1942, ottenne il congedo su richiesta a 57 anni a seguito di malattia cardiaca.
Morì a Hof, località bavarese nella Germania alleata, il 29 gennaio 1947.

## Letteratura di riferimento
- Bruno Zorzi, Traditori. Il dialogo immaginario tra Cesare Battisti e Camillo Ruggera, l'alto ufficiale austroungarico che firmò la resa dell'impero. Due volti della tragedia del Trentino nella grande guerra: due uomini contro, due grandi sconfitti, Trento, Curcu Genovese, 2006, ISBN 88-89898-10-0.